# Orchidee (album)
Orchidee è il terzo album in studio del rapper italiano Ghemon, pubblicato il 27 maggio 2014 dalla Macro Beats.

## Descrizione
Prodotto e registrato tra Milano e i Red Bull Studios di Amsterdam, Orchidee è stato anticipato dal videoclip del brano d'apertura Adesso sono qui, pubblicato il 20 maggio sul canale YouTube del rapper.
A promuovere il disco sono stati anche i singoli Quando imparerò e Pomeriggi svogliati, entrati in rotazione radiofonica rispettivamente a partire dal 6 agosto 2014 e dal 27 maggio 2015.

## Tracce
1. Adesso sono qui – 4:06
2. Quando imparerò – 3:26
3. Da lei (con lo scudo e la spada) – 3:35
4. Fuoriluogo ovunque – 3:53
5. Il mostro – 4:00
6. Smetti di parlare – 3:44
7. Tutto sbagliato – 4:00
8. Nessuno vale quanto te – 3:58
9. Ogni benedetto giorno – 3:17
10. Crimine – 4:05
11. Pomeriggi svogliati – 3:04
12. Veleno – 3:09
13. L'ultima linea – 3:18

## Formazione
- Ghemon – rapping, voce
- Selton
  - Ramiro Levy – chitarra
  - Daniel Plentz – percussioni
- Gabriele Lazzarotti – basso
- Patrick Benifei – pianoforte
- Rodrigo D'Erasmo – violino
- Valentina "Wena" Gnesutta – cori
- DJ Tsura – scratch
- Calibro 35
  - Enrico Gabrielli – piano Rhodes, wurlitzer
  - Fabio Rondanini – batteria
- B.R.ASS
  - Francesco Bucci – trombone, tuba
  - Paolo Raineri – tromba, flicorno soprano